# Larmoyanz
Larmoyanz (von französisch larmoyer ‚weinen, jammern‘, zu larme ‚Träne‘, aus lateinisch lacrima ‚Träne‘), auch Weinerlichkeit oder Rührseligkeit, ist ein Begriff aus der Stilistik und bezeichnet einen übertrieben sentimental erscheinenden Sprachstil zum Ausdruck von Überempfindlichkeit bis zur Wehleidigkeit, bzw. von ausgeprägtem Selbstmitleid. Adjektiv: larmoyant (rührselig, sentimental, weinerlich).

## Musik, Theater
Im Bühnenleben konzentrierte sich die Kennzeichnung „Larmoyanz“ auf seine sentimentale Komponente.
Ein entsprechender Gesangsstil war lange Zeit in der Oper, vor allem bei italienischen Opern des Verismus (z. B. von Puccini, Mascagni und Cilea), üblich. Ein typisches Beispiel hierfür sind die nach 1930 entstandenen Aufnahmen des weltberühmten Tenors Beniamino Gigli.  Ein Beispiel hierfür ist seine Version der Arie Vesti la giubba (Verhülle dein Antlitz), das Lamento des Bajazzo aus Leoncavallos gleichnamiger Oper, das auch heute noch häufig von Tenören mit scheinbar effektvollen Schluchzern angereichert wird. Dabei sollte die Tragik des betrogenen Ehemannes nach dem Willen des Komponisten eher durch rein gesangliche Mittel (etwa durch Verdunkeln der Stimme) zum Ausdruck gebracht werden.
Im Französischen ist der Begriff Namensgeber für literarische Kategorien wie Comédie larmoyante (rührende Komödie) und Genre larmoyant (Melodram).